# Фретинг-корозія
Фре́тинг-коро́зія — корозія під час циклічного взаємного переміщення двох поверхонь, що контактують, і дії корозійного середовища.

## Прояви
До фретинг-корозії схильні болтові з'єднання, посадочні поверхні підшипників (вальниць} кочення, листові ресори, зубчасті колеса, муфти тощо. Вона виникає внаслідок безперервного руйнування захисної оксидної плівки в точках рухомого контакту.

## Шляхи запобігання
Шляхи попередження фретинг-корозії:
- збільшення механічної жорсткості з'єднань деталей і площі контакту;
- використання матеріалів з високою адгезією оксидних плівок;
- зміцнення контактних поверхонь деталей азотуванням (рідше цементацією);
- іонна імплантація азоту (іонне легування) у поверхневі шари матеріалу;
- нанесенням тонких (до 10 .. 30 мкм) твердих плівок на основі:
  - нітридів титану;
  - цирконію.